# Arzene
Arzene är en ort i kommunen Valvasone Arzene i provinsen Pordenone i regionen Friuli-Venezia Giulia i Italien. 
Arzene upphörde som kommun den 1 januari 2015 och bildade med den tidigare kommunen Valvasone den nya kommunen Valvasone Arzene. Den tidigare kommunen hade 1 819 invånare (2014).